# Imiglykos
Imiglykos ist das griechische Wort für „halbsüß“, eine Bezeichnung, die bei Weinen sowohl im Rotwein- als auch im Weißweinsegment verwendet wird (→ Weinbau in Griechenland).
Im Vergleich zu anderen europäischen Weinen ist oftmals festzustellen, dass diese mit „Imiglykos“ bezeichneten Weine relativ süß sind.
Andere griechische Bezeichnungen in Bezug auf die Restsüße sind
- glykos = süß,
- imixiros = halbtrocken,
- xiros = trocken.